# Batalha de Łódź
A Batalha de Łódź da Primeira Guerra Mundial ocorreu perto da cidade de Łódź, na Polónia de 11 de novembro a 6 de dezembro de 1914. O combate ocorreu entre o Nono Exército alemão e o Primeiro, Segundo e Quinto Exércitos russos, em terríveis condições de inverno.